# 阿毘達磨識身足論
《阿毘達磨識身足論》，又稱識身足論、識身論，提婆設摩（梵文 Devakṣema）著，是說一切有部的根本論著，被列為《六足論》之一。本論的主旨是在評破分別論者和補特伽羅論者之後，以六識為主廣論“四緣”，隨後論說說一切有部特有的“成就不成就”。

## 版本
玄奘漢譯《阿毗達磨識身足論》，16卷，由大乘光筆受。

## 教派論諍
本論為反對分別論者沙門目乾連的「過去未來無、現在無為有」和「有無所緣心」而提出：
- 二心不能並生：比如觀貪不善根等，不可能觀現在的貪，非觀過去或未來的不可。如果說觀現在貪，那能觀與所觀，就同時有二心了。因此意根不可能是現在的。無間滅入過去的意，為緣而能生意識，所以非過去有不可。
- 業與異熟果不能同時：業已滅而能感異熟果，所以非過去有不可。
- 起了別作用的識一定有境為所緣：過去未來的可以觀察、可以了別，所以過去未來是有的。
- 所成就的可以不現前：如果有學現前起纏心，還是成就五根的。現前入滅盡定的，還是成就少欲、羞慚、觸、意思、識食。不現前而是所成就的，那一定是過去未來有了。

本論自稱「性空論者」，反對補特伽羅論者而提出「無有補特伽羅」，認為人身是由五蘊集合而成的，並沒有一個自我的實體。瞿波阿羅漢造《聖教要實論》與之諍論。

## 緣起學說
《識身論》中記載了一種十二緣起理論，與《發智論》的時分緣起不同：
|  | 於可愛事，由無智故，便生等貪。 - 此中無智，即是無明。等貪，即行。 - 了別事相，即是其識。識俱四蘊，即是名色。名色依根，即是六處。 - 六處和合，即是其觸。此中領納，即是其受。受生欣喜，即是其愛。此愛增廣，即名為取。能生後有業，即名有。 - 諸蘊現起，則名為生。諸蘊成熟，即名為老。諸蘊棄捨，即名為死。 |

《大毘婆沙論》稱之為多心相續緣起，這是與設摩達多尊者的一心剎那緣起相對而言。

《識身論》隨後又記述了源於《瓮喻經》的緣起學說，此說為後世對緣起法的權威解釋：
|  | - 又諸無明，未斷未知，為因為緣，諸行生起，謂：隨福行、隨非福行、隨不動行。 - 如是諸行，未斷未知，為因為緣，諸識生起，或往善趣，或往惡趣。 - 如是諸識，未斷未知，為因為緣，名色生起，或在此世，或在後世。 - 如是名色，未斷未知，為因為緣，六處生起，或有圓滿，或不圓滿。 - 六處和合故，有其觸。隨觸領納故，有其受。受生欣喜故，有其愛。即愛增廣，說名為取。能感後有業，名為有。 - 諸蘊現起，說名為生。諸蘊成熟，說名為老；諸蘊棄捨，說名為死。 |

## 現代的研究
印順法師認為《識身論》深受《發智論》影響，但其立論則常與《發智論》不同，主要依據《發智論》宗義的《大毘婆沙論》為了彌合兩者的差異，常需要特別做出許多解釋，但是《大毘婆沙論》仍然尊重《識身論》的權威。為了與《大毘婆沙論》的宗義一致，現在存在的《識身論》的版本，已經經過了一些的修改。
印順法師認為《大毘婆沙論》稱《識身論》所說的十二緣起是遠續緣起，做了以下解釋：生死業報，是不限於前後二生的。可能很久以前的惑業因緣、到今生才受報；今生的惑業因緣，要多少生以後才受報。所以生死業報的十二支，是通於久遠的，名為「遠續」。

## 引用
1. ↑  印順《說一切有部為主的論書與論師之研究》第四章六分阿毘達磨論·第七節阿毘達磨識身足論。
2. ↑  
《增一阿含經·六重品·七經》：「世尊告曰。彼云何為名第一最空之法。若眼起時則起。亦不見來處。滅時則滅。亦不見滅處。除假號法、因緣法。……耳、鼻、舌、身、意法亦復如是。起時則起。亦不知來處。滅時則滅。亦不知滅處。除其假號之法。彼假號法者。此起則起。此滅則滅。此六入亦無人造作。亦名色、六入法。六入亦無人造作。由父母而有胎者亦無。因緣而有。此亦假號。要前有對。然後乃有。猶如鑽木求火。以前有對。然後火生。火亦不從木出。亦不離木。若復有人劈木求火亦不能得。皆由因緣合會。然後有火。此六情起病亦復如是。皆由緣會於中起病。此六入起時則起。亦不見來。滅時則滅。亦不見滅。除其假號之法。因由父母合會而有。」
3. ↑  提婆設摩《阿毘達磨識身足論》：「性空論者。作如是言。諦義勝義補特伽羅。非可得非可證。非現有非等有。是故無有補特伽羅。」
4. ↑  玄奘《大唐西域記》：「鞞索伽國。……伽藍二十餘所。僧眾三千餘人。並學小乘正量部法。……城南道左有大伽藍。昔提婆設摩阿羅漢。於此造《識身論》。說無我人。瞿波阿羅漢作《聖教要實論》。說有我人。因此法執遂深諍論。」
5. ↑  《大毘婆沙論》：「有貪著者，是行。」
6. ↑  《阿毘曇毘婆沙論》：「與名色相隨諸根，是六入。」
《大毘婆沙論》：「名色所依諸根，是六處。」
7. ↑  
《大毘婆沙論》：「然《識身論》復作是說：……彼論雖說，多心相續十二有支，而不同此。以彼所說，十二有支，多是別法，或同時起。此論所說，十二有支，皆具五蘊，時分各異。」
8. ↑  
《大毘婆沙論》：「尊者設摩達多說曰：一剎那頃，有十二支。如起貪心，害眾生命。此相應癡，是無明。此相應思，是行。此相應心，是識。起有表業，必有俱時名色、諸根，共相伴助，即是名色及與六處。此相應觸，是觸。此相應受，是受。貪，即是愛。即此相應諸纏，是取。所起身語二業，是有。如是諸法起，即是生。熟變，是老。滅壞，是死。瞋癡心殺，有十一支，無愛支故。雖有此理，而此中說，時分緣起，依十二位，立十二支，一一支中，各具五蘊。非剎那頃有十二支。」
9. ↑  
《大毘婆沙論》：「問：前說後說，有何差別？答：前說是一心，後說是多心；前說是剎那，後說是相續，是謂差別。」
10. ↑  
《雜阿含經·二九二經》：「比丘！思量觀察，正盡苦，究竟苦邊。時，思量彼識何因？何集？何生？何觸？知彼識，行因，行集，行生，行觸。作諸福行，善識生；作諸不福、不善行，不善識生；作無所有行，無所有識生。是為彼識，行因，行集，行生，行觸。彼行欲滅無餘，則識滅。彼所乘行滅道跡，如實知，修習彼向次法，是名比丘向正盡苦，究竟苦邊，所謂行滅。」「譬如力士，取新熟瓦器，乘熱置地，須臾散壞，熱勢悉滅。如是，比丘！無明離欲而生明，身分齊受所覺，如實知，壽分齊受所覺，如實知，身壞命終，一切受所覺，悉滅無餘。」

《法蘊論·緣起品》：「復次《瓮喻經》中，佛作是說：『無明為緣，造福、非福、及不動行。』云何福行？謂有漏善身業、語業，心、心所法，不相應行。如是諸行，長夜能招可愛、可樂、可欣、可意諸異熟果，此果名福，亦名福果，以是福業，異熟果故，是名福行。云何非福行？謂諸不善身業、語業，心、心所法，不相應行。如是諸行，長夜能招不可愛、不可樂、不可欣、不可意諸異熟果，此果名非福，亦名非福果，是非福業異熟果故，是名非福行。云何不動行？謂四無色定，諸有漏善，是名不動行。」

分別說部《舍利弗阿毘曇論·非問分·緣品》：「云何無明緣行？無明緣福行、非福行、不動行。」
11. ↑  
《大毘婆沙論》：「問：此經中說無明緣行，何故不說無明因行耶？答：餘經亦說：無明因行，如《大因緣法門經》說：『佛告阿難：老死，有如是因，有如是緣，有如是緒，謂生。』如說生為老死因，乃至說無明為行因。問：一經雖說無明因行，而多經說無明緣行，有何意耶？答：若說無明因行，則但說染污行；若說無明緣行，則通說染污、不染污行。復次、若說無明因行，則但說罪行；若說無明緣行，則通說罪、福、不動行。復次、若說無明因行，則但說因緣；若說無明緣行，則通說四緣，故多經說無明緣行。」
12. ↑  印順《說一切有部為主的論書與論師之研究》：「《識身論》深受《發智論》的影響，但立義每與《發智論》不同。如《大毘婆沙論》引《識身論》說：『身語惡行……是隨煩惱』，使毘婆沙師苦心的為他解說。但現存奘譯的《識身論》，已依毘婆沙師義，改為「非隨煩惱」了。《識身論》所說的十二緣起，與《發智論》不同，《大毘婆沙論》稱之為「遠續緣起」；雖沒有取為正義，但也沒有加以責難。總之，《識身論》主是《發智論》的學者，在六論中有崇高的地位。但與偏宗《發智論》者不同；與世友的《品類論》一樣，有自己的看法與獨到的見識解釋。」
13. ↑  
印順《說一切有部為主的論書與論師之研究》：「《識身論》所說的十二緣起，與《發智論》不一樣，《大毘婆沙論》稱為『遠續緣起』；雖然沒有取為正義，但也沒有加以責難。」
14. ↑  
印順《印度佛教思想史》：「十二緣起說：緣起pratītya-samutpāda是「佛法」的中道說，……有部論師對緣起的解釋，各個有所重視，所以「緣起有四種，一、一剎那，二、連縛，三、分位，四、遠續」。一、剎那kṣaṇa緣起：與迦旃延尼子同時的寂授──設摩達多Kṣemadatta所說。……二、連縛saṃbandhika緣起：世友『品類足論』說……三、分位avasthita緣起：『發智論』說：……四、遠續prākarṣika緣起：是『識身足論』說的。生死業報，是不限於前後二生的。可能很久以前的惑業因緣、到今生才受報；今生的惑業因緣，要多少生以後才受報。所以生死業報的十二支，是通於久遠的，名為「遠續」。這四說，毘婆沙師認為都是合理的；……」